# 長南年恵
長南 年恵（おさなみ としえ/ちょうなん としえ、1863年12月6日（文久3年10月26日） - 1907年（明治40年）10月29日）は、明治時代の霊能者、超能力者。現在の山形県鶴岡市出身。本名、登志恵（鶴岡市戸籍研究による）。
「20歳のころからほとんど食事をとらず、口にするものは生水と生のさつまいも程度であった」「空気中から神水などの様々な物を取り出すなど、多くの不思議な現象を起こしていた」などと言われている。

## 概要
1863年12月6日（文久3年10月26日）羽前国庄内高畑（現在の山形県鶴岡市日吉町）に、庄内藩士の長女として生まれる。20歳のころまでの経歴は不詳だが、1874年（明治7年）に鶴岡に小学校が開校した際には入学出来ず、子守奉公をしていたところ、次第に予言めいた言葉を口走る様になり、噂を聞きつけた住民の相談に乗るうち、奉公先から巫女として開業することを薦められたという説がある。弟の長南雄吉は、大阪浦江にあった大日本蓄電池株式会社の専務取締役で、雄吉が見た年恵の20歳以後の超常現象などの記録を、後年、心霊研究家の浅野和三郎がまとめて発表している。
1907年（明治40年）10月29日）死亡。享年45（かぞえ年齢）。しかし満年齢では従来44歳と思われてきたが、生年を旧暦で没年を太陽暦で計算するという矛盾から錯誤した年齢であって、太陽暦で正確に計算すると満43歳10カ月であった。2006年11月3日には年恵の没後百年をしのび「長南年恵100年祭」が、年恵の墓のある鶴岡市の般若寺にて行われた。

## 彼女が起こしたとされる超常現象
- 成人してからも肉体的、精神的に少女のようであったという。また身辺には頻繁に神仏が現れ、会話をしたり、舞を舞っていた。
- 元々小食であったが、20歳のころからほとんど食事を摂らず、生水の他は生のサツマイモを少量のみ。
- 排泄物は殆ど無かったという。また汗や垢といったものも殆ど出ず、風呂に入らなくても髪や体はいつも清潔であった。
- 彼女にお供をする者にも時折、空中に篳篥や笛等の神様の音楽が聞こえた。
- 自身を重くしたり軽くしたり自由自在で、軽い時は小児でも楽に彼女を背負えるが、重い時は大男でも腰を上げられなかった。
- よく戯れに腕相撲をとったが筋骨逞しき農夫でも到底その敵ではなく、大の男三,四人がかりで綱引きをしても華奢な彼女に及ばなかった。ただ不思議なことに彼女の背後に人が廻ると、その怪力は忽ち消失した。
- 空気中からとりだす神水は、密封した空の一升瓶の中に人々の目の前で満たしたという。この神水は万病に効いた。別に病人などではなく冷やかし等の目的の者と不治の病人には、神水は授からず、空瓶のままだった。神水（霊水）の色について：赤、青、黄など様々な色があったそうだ。無罪となった裁判所での公判では、茶褐色。1900年（明治33年）7月9日に全国紙新聞記者（大阪朝日新聞）が懐疑の目を向け、目の前で霊水引寄せをしろと要求した。その結果、ひとりでに水が入ったのを認めざるを得ないという結論に至ったという[4]。

## 逮捕、裁判
- 1895年（明治28年）、長南年恵は詐欺行為（神水を用いて、医師の資格なしに病気治療と称する）を行ったとして、逮捕された。山形県監獄鶴岡支署に7月から60日間勾留されたが、証拠不十分で釈放されている。この勾留期間中、様々な現象が起きたと言われている。

勾留期間、一切の排泄物が無かった。入浴が許されていなかったが、常に髪は清潔であり、体臭も無く、良い香りがしたという。
勾留期間、一切食事を取らなかった。
完全に外部と遮断された監房内で、「神水」「お守り」「経文」「散薬」などを空気中から取り出したという。
長期の拘留生活で足腰が弱って当然なのに、一升瓶15本分もある水の入った大樽を軽々と運んだ。
収監者の中で、ただ一人蚊に刺されなかった。
複数の係官が不思議な笛の音を聞いたという。
ただし以上の現象は監獄側の資料や公式の文書などに記されているわけではなく、年恵側が山形県監獄鶴岡支署長宛に送りつけた「事実証明願」の中でそのような現象があったと主張したものである。監獄側はこの証明願を却下している。
- 1896年（明治29年）、2度目の逮捕、山形県監獄鶴岡支署に10月10日より一週間拘置される。
- 1900年（明治33年）、3度目の逮捕、大阪空堀町にある弟の長南雄吉の所に身を寄せている時8月ごろ、新聞記事から騒ぎが大きくなり、10日間拘置される。
- 1900年（明治33年）12月12日、この拘置に対して、神戸地方裁判所で再審が行われた。判決は証拠不十分を理由とした無罪判決となったが、その後好奇心を持った弁護士たちが長南年恵に個人的な試験を申し込み、それに応じて霊水出現の試験が行われる運びとなった。封をした空きビンを渡し、空きビンに神水を満たせるかと質問したところ、長南年恵はできるといったという。この実験の前に長南年恵は全裸にされ、身体を厳重に調べられ、密閉空間の別室に閉じ込められた。この別室で精神を集中した長南年恵は、5分ほど（長南年恵の弟である雄吉は2分ほどと語っているが、大阪毎日新聞の記事によれば5分ほど）の後に空きビンに濃い黄色をした神水を満たし、裁判長に渡したとされる。裁判長はその水を持ち帰ったという[5][6]。裁判の様子を報じた大阪毎日新聞は「神水を天よりたまわるなり、とにかく不思議なり」と伝えた[7]。

## 礼拝所
- 山形県鶴岡市にある南岳寺の境内にある淡島大明神の堂宇は、長南年恵霊堂ともいう[8]。